# Takao Aoki
Takao Aoki (japanisch 青木たかお Aoki Takao; * 20. Dezember 1961 Utsunomiya, Präfektur Tochigi) ist ein japanischer Mangaka, der vor allem als Schöpfer des Beyblade-Mangas bekannt ist, der später in den Anime-Serien Beyblade, Beyblade: V-Force und Beyblade: G-Revolution adaptiert wurde.

## Werdegang
Takao Aoki wurde in Utsunomiya, Präfektur Tochigi, geboren und veröffentlichte bei Shogakukan fast alle seine Manga-Serien. Die meisten Mangas von Takao drehen sich um Videospiele oder Spielzeug.
Takao Aokis bekanntestes Werk ist Beyblade, ein Franchise für Kinder, die mit Kreiseln kämpfen. Weitere Werke von ihm sind:
- Shonentai Zoids: Takao Aokis frühestes Werk basiert es auf Zoids, einem japanischen Spielzeug von Takara Tomy, das sich auf Tiermodell-Kits konzentrierte. Der erste Band erschien im Mai 1989, der zweite im darauffolgenden Monat.

- Bakufuu Slash! Kizna Arashi basiert auf einem gleichnamigen PlayStation-2-Videospiel. In diesem Spiel hat ein Junge namens Arashi einen blauen Drachen als Monsterpartner, den er mit einem Gegenstand namens Demon Seal Nail kontrolliert. Sein Rivale ist Enn, der einen Drachen namens Blade hat. Seine Freundin heißt Mika.
- X-Zone dreht sich um die „X-Zone“, die zwischen der Welt der Dunkelheit und der Realität schwebt und die Geschichte von Personen erzählt, die leiden, weil sie vermisst werden. Es wurden vier Bände veröffentlicht, der erste am 22. August 2007 und der neueste am 27. August 2010.

Zu seinen weiteren Mangas gehören Genie Hero Wataru 2 Mashin Development Daikessen, Spirit World Classroom und Slash! Kizuna Mr. Malik Super Magic Tanteidan.